# Maude Flanders
Maude Flanders (4 maart, 1962 – 13 mei, 2000) is een personage uit de animatieserie The Simpsons. Ze was tot haar overlijden de vrouw van Ned Flanders en de moeder van Rod en Todd. Haar stem werd ingesproken door Maggie Roswell en ook door Marcia Mitzman Gaven.

## Biografie

### Leven
Maude Flanders was net zo religieus als Ned Flanders. De twee hadden samen twee kinderen.
Maude was een vrouw met vele positieve eigenschappen; trouw, kuis en liefdadigheid. Ze ging zelfs een keer op een Bijbelkamp om mensen beter te leren beoordelen. Ze was een sterk tegenstander van The Itchy & Scratchy Show, samen met Marge.
Maude was een huisvrouw, en een soort advocaat voor haar kinderen. Verder had ze een grote liefde voor planten, ijsmelk zonder smaak en het tijdschrift Newsweek.

### Dood
Maude stierf in de aflevering "Alone Again, Natura-Diddily". In de aflevering bezochten zij, haar gezin en de Simpsons een wedstrijd in het Springfield-stadion. De families zaten op de bovenste verdieping van het stadion. Voorafgaand aan de wedstrijd werden met luchtbazooka’s T-shirts afgeschoten naar het publiek. Homer wilde er een vangen, maar werd afgeleid. Hierdoor raakte het T-shirt Maude en sloeg ze over de rand van het stadion. Omdat Homer zijn auto in de ambulancezone had geparkeerd kon er niet tijdig hulp worden verleend en overleed Maude aan de gevolgen.
Haar dood betekende een keerpunt in het leven van de Flanders. De gebeurtenis wordt gezien als de meest invloedrijke dood van een personage uit de Simpsons.

### Themapark
In "I'm Goin' to Praiseland" ontdekte Ned in een schetsboek van Maude plannen voor een christelijk attractiepark. Hij besefte dat het bouwen van dit park haar droomwens was, en besloot haar plannen te realiseren. Dit werd het Praiseland park.

## Redenen voor Maude’s s dood
Er zijn geruchten dat Maude uit de serie werd geschreven omdat Roswell meer geld wilde. Dit gerucht werd in eerste instantie ontdekt, maar feit blijft dat de actrice het forenzen tussen verschillende staten zat was voor iets wat maar gewoon stemwerk was, en waarvoor ze een salaris kreeg dat haar reiskosten niet kon dekken. Deze ruzie met de producers leidde ertoe dat Maude uit de serie werd geschreven. Matt Groening heeft dit bevestigd in een interview, maar zei ook dat hij er spijt van had weer een personage te moeten laten omkomen (eerder stierven al Bleeding Gums Murphy en Dr. Marvin Monroe, hoewel die tweede later terugkeerde).

## Optredens na haar dood
- In de openingsscène van de "Treehouse of Horror XIII"-aflevering houden de Simpsons en Ned een seance om Maude’s geest op te roepen. Zij vertelt de Simpsons vervolgens drie griezelverhalen.
- In de aflevering "Bart Has Two Mommies" was te zien hoe Maude vanuit de hemel naar haar gezin keek
- In de aflevering "Lisa's Wedding" uit het zesde seizoen, waarin een mogelijke toekomst werd getoond, was Maude nog in leven.
- In "Kill Gil: Vols. 1 & 2" verscheen Maude in een speciale op Kerstmis gebaseerde openingsscène.

Homer Simpson · Marge Simpson · Bart Simpson · Lisa Simpson · Maggie Simpson · Abraham Simpson · Patty en Selma Bouvier · Jacqueline Bouvier · Mona Simpson · Santa's Little Helper · Snowball II · Familie Bouvier
Jasper Beardley · Comic Book Guy · Eddie en Lou · Maude Flanders · Ned Flanders · Professor Frink · Barney Gumble · Julius Hibbert · Lionel Hutz · Eerwaarde Lovejoy · Kapitein Horatio McCallister · Hans Moleman · Bleeding Gums Murphy · Apu Nahasapeemapetilon · Mayor Joe Quimby · Dr. Nick Riviera · Agnes Skinner · Cletus Spuckler · Squeaky Voiced Teen · Disco Stu · Moe Szyslak · Kirk Van Houten · Luann Van Houten · Chief Clancy Wiggum
Gary Chalmers · Rod en Todd Flanders · Jimbo Jones · Kearney · Edna Krabappel · Otto Mann · Nelson Muntz · Martin Prince · Seymour Skinner · Milhouse Van Houten · Ralph Wiggum · Groundskeeper Willie · andere studenten
Montgomery Burns · Carl Carlson · Lenny Leonard · Waylon Smithers
Itchy en Scratchy · Kent Brockman · Krusty de Clown · Troy McClure · Rainier Wolfcastle · Radioactive Man
Snake · Kang & Kodos · Sideshow Bob · Fat Tony
Treehouse of Horror
Bart vs. the World · Bart Simpson's Escape from Camp Deadly · The Simpsons Arcadespel · Bart vs. the Space Mutants · Bart's House of Weirdness ·Bart vs. The Juggernauts · Krusty's Fun House · Bartman Meets Radioactive Man · Bart's Nightmare · The Itchy and Scratchy Game · Virtual Bart · Bart and the Beanstalk · Itchy & Scratchy in Miniature Golf Madness · Cartoon Studio · Virtual Springfield · Night of the Living Treehouse of Horror · Bowling · Wrestling · Road Rage · Skateboarding · Hit & Run · The Simpsons Game · The Simpsons: Tapped Out
The Simpsons · The Simpsons Pinball Party
Strips: Simpsons Comics · Bart Simpson serie · Itchy & Scratchy Comics · Bart Simpson's Treehouse of Horror · Futurama/Simpsons Infinitely Secret Crossover Crisis
Tijdschrift: Simpsons Illustrated
Boeken: Bart Simpson's Guide to Life · Family Album · Library of Wisdom · Complete Guides · Planet Simpson · The Simpsons and Philosophy
Actiefiguurtjes: World of Springfield
The Simpsons Movie
Bankgrap ·
Canyonero · 
D'oh! · 
Duff Beer · 
Schoolbordgrap · 